# Desmoscolex grandiamphis
Desmoscolex grandiamphis is een rondwormensoort uit de familie van de Desmoscolecidae. De wetenschappelijke naam van de soort is voor het eerst geldig gepubliceerd in 1967 door Inglis.